# Dirphia amazhorca
Dirphia amazhorca is een vlinder uit de onderfamilie Hemileucinae van de familie nachtpauwogen (Saturniidae).
De wetenschappelijke naam van de soort is voor het eerst geldig gepubliceerd door Ronald Brechlin & Frank Meister in 2011.

## Type
- holotype: "male, VII.1999. leg. local collector. Barcode: BC-RBP-5111"
- instituut: MWM, München, later ondergebracht in de ZSM, München, Duitsland
- typelocatie: "Peru, Amazonas Dept., near Iquitos, 460 m., Pacaya-Samiria Reserve, ca. 5.20°S, 74.32°W"